# Cantón de Scaër
El cantón de Scaër era una división administrativa francesa, que estaba situada en el departamento de Finisterre y la región de Bretaña.

## Composición
El cantón estaba formado por tres comunas:
- Querrien
- Saint-Thurien
- Scaër

## Supresión del cantón de Scaër
En aplicación del Decreto n.º 2014-151 de 13 de febrero de 2014, el cantón de Scaër fue suprimido el 22 de marzo de 2015 y sus 3 comunas pasaron a formar parte; dos del nuevo cantón de Quimperlé y una del nuevo cantón de Moëlan-sur-Mer.